# 蒋捷
蒋捷（1245年—1301年），字胜欲，号竹山，宋末元初词人，与周密、王沂孙、张炎並列「宋末四大家」。

## 生平
淳祐五年（1245年）蒋捷出生阳羡（今江苏宜兴），为宜兴巨族。宋恭帝咸淳十年（1274年）中進士，在他的《一翦梅》中有句“红了樱桃，绿了芭蕉”，留名當時，人称「樱桃进士」。
蒋捷生活在宋朝灭亡、蒙古人入侵江南的时期，尤其在南宋灭亡后他被迫多次迁徙，生活非常不稳定，元朝多次徵召他为官，“臧陸輩交薦其才，卒不肯起”。晚年在太湖竹山定居，著有《竹山詞》一卷，收入毛晋《宋六十名家词》。今存词94首。
蒋捷的詞多承蘇軾、辛棄疾一路，内容多为怀念故国、山河之慟，風格多樣，最著名的是《虞美人》，將詞人一生心境轉折表露無遺。

## 紀念
- 竺西書院︰江蘇省無錫市宜興市周鐵鎮。[3]光緒二十九年（1903年），書院改為竺西高等小學堂（即今周鐵小學前身）。
- 江蘇竺山福善寺(東漢初年)︰江蘇省無錫市宜興市周鐵鎮沙塘港村沙塘港附近的竺山
- 蔣捷墓︰江蘇省無錫市宜興市周鐵鎮沙塘港村竺山